# كتاب الوفاق

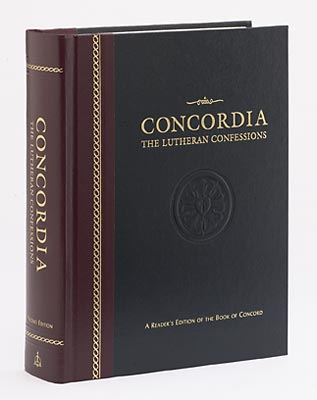
مجلد لكتاب الإعترافات اللوثرية، وثائق كتاب الوفاق.

كتاب الوفاق (بالألمانية: Konkordienbuch)، هو معيار مذهبي تاريخي للكنيسة اللوثرية، يتألف من عشرة وثائق عقدية معترف بموثوقيتها في اللوثرية منذ القرن السادس عشر. وهي تُعرف أيضًا باسم الكتب الرمزية للكنيسة اللوثرية الإنجيلية.
نشر كتاب الوفاق باللغة الألمانية بمدينة درسدن في 25 يونيو 1580 الموافق للذكرى السنوية الخمسين لتقديم إقرار أوغسبورغ إلى الإمبراطور شارل الخامس في اجتماع أوغسبورغ. نشر النسخة اللاتينية الموثوقة سنة 1584 في لايبزيغ.
أولئك الذين يقبلون بها كمعيار مذهبي يعتبرونه عرض وفي للكتابات المقدسة. الكتابات المقدسة ترد في كتاب الوفاق على أنها سولا سكريبتورا، والمصدر الإلهي وقواعد كل الدين المسيحي.